# گان (پوشاک)

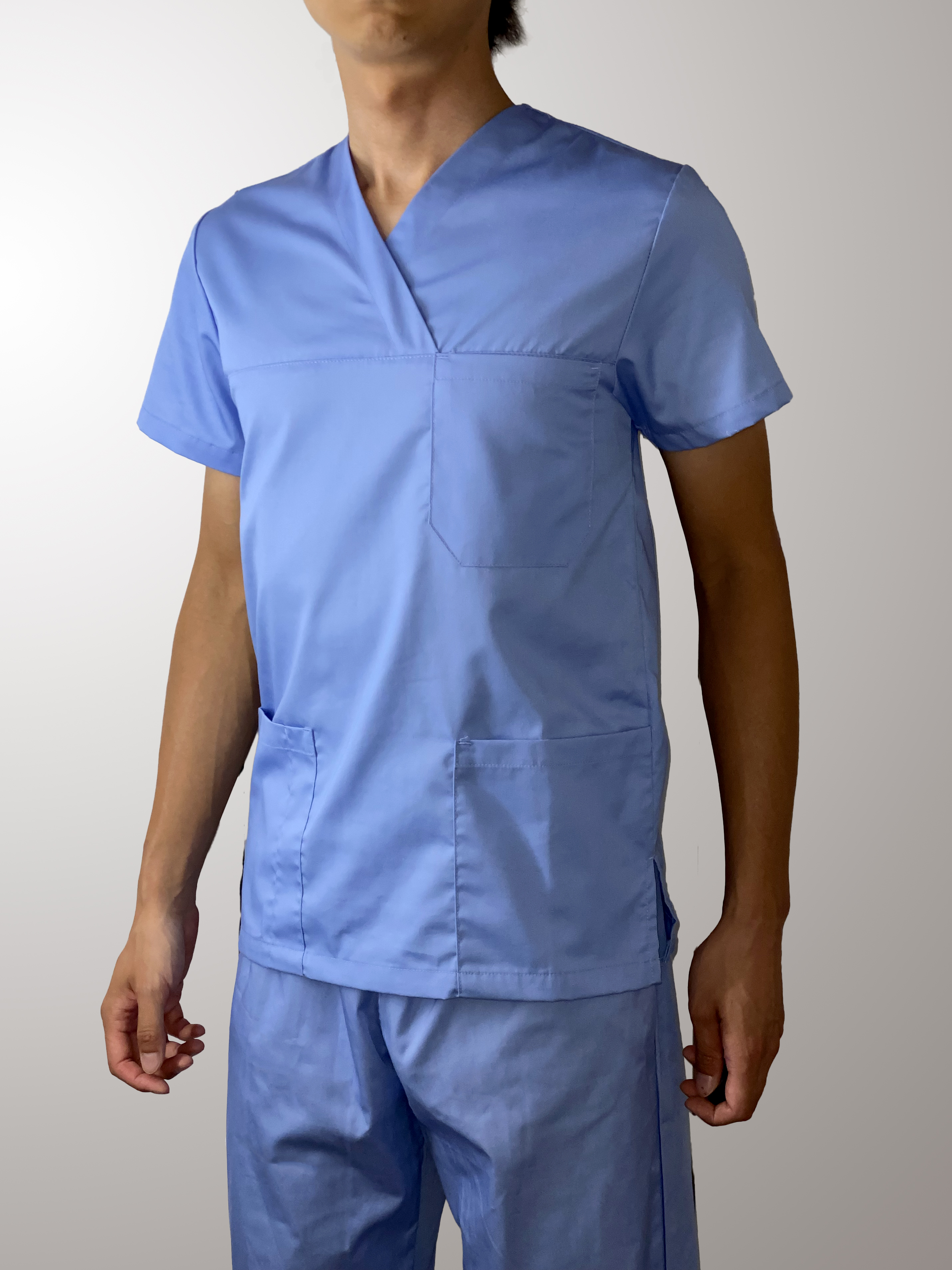
گان آبی روشن

گان یا لباس اتاق عمل (به انگلیسی: scrubs) (تلفظ: اسکراب‌) نوعی لباس‌های بهداشتی هستند که عمدتاً توسط کارمندان بخش مراقبت و پزشکی پوشیده می‌شوند. در ابتدا برای استفاده توسط جراحان، پرستاران و سایر پرسنل اتاق عمل طراحی شده بودند. استفاده از آنها در خارج از بیمارستان‌ها نیز برای محیط‌های کاری که ممکن است لباس با عوامل عفونی (دامپزشکان، ماما‌ها وغیره) تماس پیدا کند، گسترش یافته‌است. اسکراب‌ها ساده با کمترین مکان برای پنهان شدن آلودگی‌ها، قابل شستشوی آسان و ارزان هستند تا در صورت آسیب یا لکه‌های ماندگار به راحتی جایگزین شوند. در انگلستان، بعضی اوقات اسکراب‌ها به عنوان بلوز تئاتر شناخته می‌شوند.
گسترش استافیلوکوکوس اورئوس مقاوم به متی سیلین (MRSA) استفاده از اسکراب را افزایش داده‌است اما می‌تواند به افرادی که آنها را می‌پوشند احساس تمیزی کاذب القا کنند اما در واقع به راحتی می‌توانند آلوده شوند.

## انواع گان جراحی

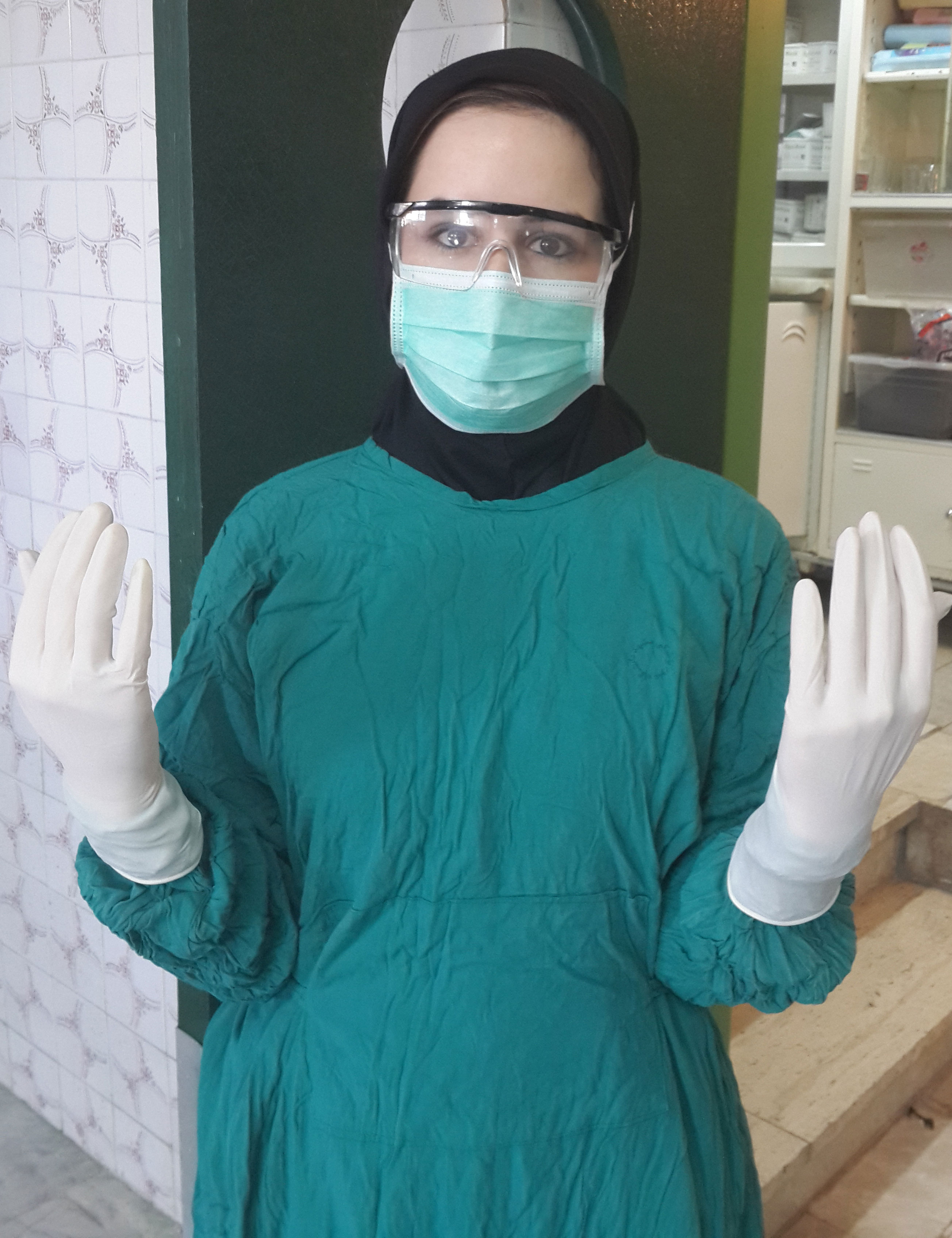
گان جراحی سبز

به‌طور کلی دو دسته گان جراحی وجود دارد: یک بار مصرف و چندبار مصرف
- گان‌های چند بار مصرف معمولاً از جنس‌های پنبه، پلی استر، ویسکوز مخلوط آن‌ها می‌باشد.
- گان‌های یک بار مصرف معمولاً از جنس اسپان است و در محیط‌های آلوده به عفونت‌های ویروسی از اسپان‌های لمینت شده استفاده می‌شود و عموماً فاقد دوخت و به شکل پرس شده هستند. بیمارستان‌ها برای کاهش هزینه شستشو از گان‌های یکبار مصرف استفاده می‌کنند.[۲] در برخی موارد ممکن است دارای الگوهای دوختی هم باشند اما هر چقدر درز کمتر داشته باشد در مقابل نفوذ ویروس مطمئن تر و محفوظ تر می‌باشد.

## ویژگی‌های انتخاب یک گان
- قابلیت حفاظتی
- راحتی
- قابلیت تنفس
- هزینه
- مسایل محیط زیستی[۳]

لباس اتاق عمل سبز، آبی کمرنگ یا خاکستری کمرنگ است. این رنگ‌ها چشم را کمتر خسته می‌کنند.
لباس‌ها و پوشش‌های بیمارستانی تولید شده به رنگ سبز یا آبی بوده و عمدتاً از جنس پنبه می‌باشند. پنبه باعث می‌شود که هوا از آن عبور کند که این اتفاق از عرق کردن جراح نیز جلوگیری می‌کند و باعث آرامش و راحت بودن پزشک در زمان عمل می‌شود. با توجه به اینکه لباس‌های جراحی را با مواد ضدعفونی، شستشو می‌دهند،
رنگ پارچه لباس جراح باید ضدآب ژاول باشد. ضدآب ژاول بودن لباس باعث می‌شود که مواد شوینده هیچ تأثیری در رنگ لباس نداشته باشد و باعث تغییر در رنگ لباس نشود. جنس لباس‌های جراحی قابلیت چند باره استریل دارند و از الیاف طبیعی می‌باشند.
- نگاه کردن به رنگ آبی و سبز می‌تواند باعث تقویت دید جراح به اشیای قرمز از جمله احشای خون‌آلود شود.
- به‌طور کلی رنگ و مدل لباسهای اتاق عمل باید به‌گونه‌ای باشد که افراد استریل را از افراد غیراستریل مشخص سازد.[۱]

لباس بیمار نیز یکی دیگر از پوشش‌های بیمارستانی محسوب می‌شود که باید به صورت فرم و یکسان باشد و با توجه به بخش‌های مختلف رنگ و مدل نیز تغییر می‌کند مدل لباس‌های بیمار نیز مانند لباس‌های جراحی باید متناسب با نوع عمل باشد و برای بیماران مشکل ایجاد نکند.

## ماندگاری شستشو
گان‌های جراحی که از پارچه‌های میکروفیلامنت پلی استر تولید شده‌اند قابلیت چندبار مصرف بودن را داشته و باید مداوم شسته و استریل شوند. تحقیقات نشان داده‌است پوشیدن این گان‌ها توسط بیمارانی که با مواد شیمیایی سیلیکونی سروکار دارند میزان دوام شستشو و آبگریزی این نوع پارچه را از دست داده‌است.

## روش پوشیدن گان دراتاق عمل
1. گان بالا گرفته شده و از ناحیه گردنی نگه داشته شود.
2. گان با وارد کردن دست‌ها به درون آستین‌ها پوشیده شود.
3. از حرکات زیاد یا تکان دادن گان، جلوگیری شود. (به دلیل عدم نفوذ میکروارگانیسم‌های احتمالی در محیط)

پس از آن که سیرکولر (Circular) (فرد سیار در اتاق عمل) گان را از پشت به آرامی کشید، دست‌های جراح و کمک آن، از آستین بیرون آورده نشود.

## رنگ لباس در اتاق عمل
در اتاق عمل پرسنل برای حفظ یکپارچگی و تناسب رنگ لباس ،اعضای تیم جراحی از لباس سبز(سبز آووکادو) و پرسنل بیهوشی از لباس آبی روشن استفاده می کنند.